# 겔메츠
겔메츠(러시아어: Гельмец, 차후르어: Гелмец)는 러시아의 셀로(Cело)이자 다게스탄 공화국 루툴스키군 겔메친스코예 농촌 정착촌의 행정 중심지이다. 3개의 거리가 있다.

## 지리
겔메츠는 겔메츠-아흐틴스키 산맥 기슭에 위치한다. 루툴스키군의 중심지인 루툴에서 북서쪽으로 31km 떨어져 있다. 미키크와 차후르는 가장 가까운 정착촌이다.

## 민족
겔메츠에는 인근 마을인 차후르와 마찬가지로 차후르인이 거주하고 있다.